# Собор Непорочного Зачатия Пресвятой Девы Марии (Сейшелы)
Собор Непорочного Зачатия Пресвятой Девы Марии(фр. Cathédrale de l'Immaculée-Conception de Victoria), также известный как Собор Виктории — культовое сооружение Католической церкви, расположенное в столице Сейшел, городе Виктория, на острове Маэ.

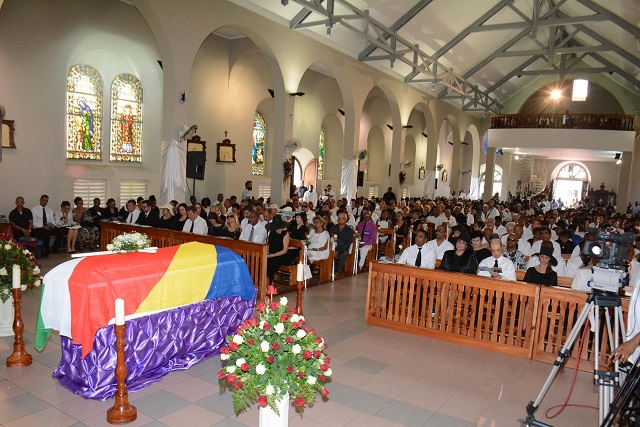
Панихида по Джеймсу Мэнчему, первому президенту Сейшельских Островов, в Соборе Непорочного Зачатия Пресвятой Девы Марии, 12 января 2017

## История
Храм был построен в 1874 году, архитектурный стиль церкви напоминает французский колониальный стиль.
Собор принадлежит к Латинской церкви и Римскому обряду, служа резиденцией епископу епархии Порт-Виктория, основанной в 1892 году папой Львом XIII. В том же году началась реконструкция собора.

## Расположение
Собор расположен недалеко от часовой башни (фр. Tour de l'Horloge). Также рядом находится Англиканский собор.